# Montevizija 2019
Die 4. Montevizija fand am 9. Februar 2019 statt und war die montenegrinische Vorentscheidung für den Eurovision Song Contest 2019 in Tel Aviv, Israel.

## Format

### Konzept
Wie schon im Vorjahr, sollen wieder fünf Teilnehmer an der Vorentscheidung teilnehmen. Der Sieger wird dann in zwei Abstimmungsrunden ermittelt. In der ersten Runde gibt es insgesamt vier abstimmungsberechtigte Gruppen. Zu 25 % wählt eine Jury, zu 25 % eine internationale Jury, zu 25 % eine Radio-Jury und zu 25 % das Televoting die Platzierungen in der ersten Abstimmungsrunde. Die zwei bestplatzierten Teilnehmer ziehen dann ins Superfinale. Wer dort die meisten Stimmen erhält gewinnt die Vorentscheidung und darf dann Montenegro beim ESC 2019 vertreten.

### Internationale Jury
Am 9. Februar 2019 stellte RTCG die internationale Jury vor, die aus fünf ehemaligen Eurovision Song Contest Teilnehmern und einem Fernsehvertreter besteht.
- Ruslana (Siegerin von 2004)
- Eldar Qasımov (Sieger von 2011)
- Lea Sirk (Teilnehmerin von 2018)
- András Kállay-Saunders (Teilnehmer von 2014)
- Ira Losco (Teilnehmerin von 2002 und 2016)
- Jovan Radomir (Fernsehvertreter bei SVT)

### Beitragswahl
Vom 28. Oktober 2018 bis zum 28. November 2018 konnten Beiträge bei RTCG eingereicht werden. Anders als im Vorjahr konnten dieses Jahr neben Beiträgen auf Montenegrinisch und anderen regionalen Sprachen auch Beiträge auf Englisch eingereicht werden. Sonst durften erneut Komponisten unabhängig von ihrer Herkunft Beiträge einreichen.
Am 5. Dezember gab RTCG bekannt, dass sie insgesamt 27 Beiträge erhalten haben, wovon zehn allerdings nur den Regeln entsprechen. Die Jury, welche sich alle Beiträge angehört hat, bestand  aus folgenden Personen:
- Slaven Knezović (Musikeditor, Komponist des montenegrinischen Beitrags 2007 “Ajde kroči” und des Beitrags Serbiens und Montenegros 2005 “Zauvijek Moja”)
- Vladimir Maraš (Musikeditor)
- Aleksandra Vojvodić Jovović (Musik- und Gesanglehrerin)
- Slobodan Bučevac (Komponist des Liedes jugoslawischen Beitrags 1984 Čao amore)
- Mihailo Radonjić (Musikproduzent, Komponist und Arrangeur)

Während der ersten Bewertungsrunde waren die Beiträge mit Kennnummern versehen. Erst nach der Auswahl der Lieder für die nächste Runde wurden die Namen der Komponisten den Beiträgen zugeordnet. Dabei wurden die Songs nach folgenden Kriterien bewertet:
- Komposition: bis zu maximal 50 Punkte
- Text: bis zu maximal 30 Punkte
- Produktionspotenzial: bis zu maximal 20 Punkten

Die fünf Beiträge mit den meisten Punkten gelangen dann in den Vorentscheid.

## Teilnehmer
Am 18. Dezember 2018 stellte RTCG die fünf Teilnehmer der Vorentscheidung vor. Unter ihnen sind Andrea Demirović, die Montenegro bereits 2009 vertrat sowie Nina Petković und Ivana Popović-Martinović, die bereits 2018 an der Montevizija teilnahmen.
Die Lieder wurden am 2. Februar 2019 veröffentlicht.

### Finale
| Platz | Startnr. | Interpret                | Lied Musik (M) und Text (T)                                                                       | Sprache         | Übersetzung (inoffiziell) | Punkte     | Punkte              | Punkte        | Punkte     | Punkte |
| Platz | Startnr. | Interpret                | Lied Musik (M) und Text (T)                                                                       | Sprache         | Übersetzung (inoffiziell) | Radio-Jury | internationale Jury | Experten-Jury | Televoting | Gesamt |
| ----- | -------- | ------------------------ | ------------------------------------------------------------------------------------------------- | --------------- | ------------------------- | ---------- | ------------------- | ------------- | ---------- | ------ |
| 1.    | 1        | D-Moll                   | Heaven M: Dejan Božović; T: Aleksandar Miličić                                                    | Englisch        | Himmel                    | 5          | 5                   | 2             | 5          | 17     |
| 2.    | 4        | Ivana Popović-Martinović | Nevinost M: Slavko Milovanović, Vladan Popović-Popa, Marko Milatović; T: Ivana Popović-Martinović | Montenegrinisch | Unschuld                  | 1          | 3                   | 5             | 3          | 12     |
| 3.    | 2        | Andrea Demirović         | Ja sam ti san M: Andrea Demirović, Michael James Down, Primož Poglajen; T: Andrea Demirović       | Montenegrinisch | Ich bin dein Traum        | 3          | 1                   | 3             | –          | 07     |
| 4.    | 5        | Nina Petković            | Uzmi ili ostavi M: Bojan Momčilović, Zoran Radonjić; T: Nina Petković                             | Montenegrinisch | Nimm oder gehe            | 2          | –                   | –             | 2          | 04     |
| 5.    | 3        | Monika Knezović          | Nepogrješiva M: Vladimir Graić-Graja, Ivan Branisavljević; T: Snežana Vukomanović                 | Montenegrinisch | Unverkennbar              | –          | 2                   | 1             | 1          | 04     |

 Kandidat hat sich für das Super-Finale qualifiziert.

### Super-Finale
| Platz | Startnr. | Interpret                | Lied Musik (M) und Text (T)                                                                       | Ergebnis (in Prozent) |
| ----- | -------- | ------------------------ | ------------------------------------------------------------------------------------------------- | --------------------- |
| 1.    | 1        | D-Moll                   | Heaven M: Dejan Božović; T: Aleksandar Miličić                                                    | 68 %                  |
| 2.    | 2        | Ivana Popović-Martinović | Nevinost M: Slavko Milovanović, Vladan Popović-Popa, Marko Milatović; T: Ivana Popović-Martinović | 32 %                  |